# Suva
Suva je glavni grad i luka države Fidži.
Leži na otoku Viti Levu. Osnovan je 1849. godine. Najveće je gradsko središte na južnopacifičkim otocima. Dobro opremljena i sigurna luka redovita je stanica transpacifičkog prometnog pravca San Francisco - Sydney. Tu je tvornica cigareta, ima pivovara, šećerana; jak je turizam. Postoji sveučilište južnog Pacifika. Međunarodna zračna luka Nadi (Nandi) važna je u transpacifičkom zračnom prometu, nalazi se 113 kilometara zapadno od grada.